# 주데텐 독일인당
주데텐 독일인당(독일어: Sudetendeutsche Partei 주데텐도이체 파르타이[*], 체코어: Sudetoněmecká strana 수데토네메츠카 스트라나[*])은 과거 체코슬로바키아의 나치즘, 범게르만주의 정당이었다.
콘라드 헨라인이 1933년 10월 1일 주데텐 독일인 조국전선이라는 이름으로 창당하였다. 이는 당시 체코슬로바키아 정부가 독일인 국가사회주의 노동자당을 금지시킨 것이었다. 1935년 4월 주데텐 독일인당으로 명칭을 바꾸었고, 체코슬로바키아 정부에 의무적인 요구를 제의하였다. 1935년 11월 주데텐 독일인과 카르파티아 독일인당(독일어: Sudetendeutsche und Karpatendeutsche Partei 주데텐도이체 운트 파르파텐도이체 파르타이[*])으로 명칭을 바꾸게 된다.
나치당의 세력이 강해지자 이들은 주요 친나치 세력으로 확대되었고, 체코슬로바키아 정부를 무너뜨리고 제3제국에 합병하는 것이 그 목표였다. 1938년에 당원 수는 당시 130만명이었다. 마지막 민주적 선거인 코뮌 선거에서 독일인 민족 계열을 중심으로 88%를 득표하면서 체코슬로바키아 대부분의 지역을 확보하였다. 이는 대량으로 당원을 보유한 것이 유럽의 파시즘 정당 최초였다.
1938년 11월 5일 국가사회주의 독일 노동자당에 합병되었다.

## 같이 보기
- 콘라드 헨라인
- 범게르만주의